# Tomás García Sampedro
Tomás García Sampedro – hiszpański malarz pochodzący z Asturii.
Pochodził z ubogiej rodziny. Uczył się w katolickiej szkole w Pravia, a następnie w Oviedo. W 1876 r. przeniósł się do Santiago de Compostela, gdzie w 1880 r. został magistrem farmacji.
Po ukończeniu studiów dzięki wsparciu malarza Casto Plasencia wyjechał do Madrytu. Pracował w warsztacie malarskim Plasencii i jednocześnie studiował na Królewskiej Akademii Sztuk Pięknych św. Ferdynanda. W 1886 r. za obrazy La carta de luto i Después del baile otrzymał stypendium dyputacji Oviedo na studia w Rzymie. Przebywając na stypendium namalował obraz La cuna vacía, którym zachwyciła się krytyka i dzięki temu uzyskał przedłużenie stypendium o kolejne 2 lata.
Po zdobyciu sławy przeznaczył cztery lata na podróże po Francji i Włoszech, gdzie odwiedzał muzea i oglądał dzieła mistrzów. W tym okresie zaczął pracować nad obrazem En las catacumbas, który dokończył kilka lat później. Przebywając w Rzymie namalował obraz A la caída de la tarde, który zdobył III medal na Krajowej Wystawie Sztuk Pięknych w Madrycie w 1890 roku.
Powrócił do Rzymu z zamiarem namalowania dzieła wielkich rozmiarów, które chciał przedstawić na Krajowej Wystawie Sztuk Pięknych w 1892 roku. Przeszkodziła mu w tym choroba, musiał również wrócić do kraju gdyż skończyło się jego stypendium i pogarszała się sytuacja finansowa.
Wrócił do rodzinnego Muros de Nalón, gdzie odzyskał zdrowie. W 1897 na Krajowej Wystawie Sztuk Pięknych otrzymał od króla wyróżnienie Caballero de la Orden de Carlos III za obraz A orillas del Nalón.
Namalował portret Alfonsa XIII jako dziecka dla Kasyna Hiszpańskiego w Guantánamo na Kubie. Wiele z jego dzieł znajduje się w amerykańskich kolekcjach prywatnych. Był przyjacielem Joaquina Sorolli, który był częstym gościem w jego domu w Muros de Nalón.